# Duální diagnóza
Duální diagnóza je souběh dvou psychických onemocnění u jedné osoby. Jedním onemocněním bývá zpravidla duševní porucha jako např. schizofrenie, deprese, mánie, hraniční porucha osobnosti, porucha příjmu potravy, generalizovaná úzkostná porucha nebo posttraumatická stresová porucha, druhým pak syndrom závislosti na návykové látce, a to jak na alkoholu tak na nealkoholové droze. Případně může jít i o nelátkovou závislost, tedy např. gamblerství, závislost na počítačích, jídle nebo nakupování. Při duální diagnóze dochází velmi často k souběhu příznaků nemocí a užívání drogy.
Pacient s duální diagnózou má pro svůj psychický hendikep menší odolnost vůči závislosti a snáze jí propadá. Návyková látka snižuje účinek léků a vystavuje pacienta dalším rizikům jako může být psychóza, depresivní propad nebo sebevražedný pokus.
Na léčbu duálních diagnóz se specializuje oddělení č.16. v Psychiatrické nemocnici Bohnice. 